# Umberto di Ginevra
Umberto (Humberto in spagnolo, Humbert in francese, tedesco e inglese; 1165 circa – 1220 circa) fu Conte di Ginevra dal 1195 alla sua morte.

## Origine
Secondo il documento nº 36 delle Preuves de Mémoires pour l'histoire ecclésiastiques des diocèses de Genève, Tarantaise, Aoste et Maurienne, et du décanat de Savoye, Umberto era il figlio primogenito del Conte di Ginevra, Guglielmo I e della sua prima moglie, Agnese di Savoia († prima del 1172), come riporta il documento n° CCCLXXXV del Regesta comitum Sabaudiae, inerente ad una donazione della sorella Giuliana di Savoia (dna Juliana abb.sa Sc.ti Andreæ quae habebat de p.prio f.ris sui Humberti comiti Sabaudiæ et de p.prio Agnetis sororis sue Gebennensis comitisse).

Agnese di Savoia era figlia del 7º Conte di Savoia e Conte d'Aosta e Moriana, Amedeo III e Matilde di Albon, figlia del Conte d'Albon Ghigo III, e della moglie Regina detta Matilde (Regina nominate Maheldis).

Sia secondo lo storico e Genealogista, Samuel Guichenon, nel suo Histoire généalogique de la royale maison de Savoie, che Le Grand dictionnaire historique, Volume 5, Guglielmo I di Ginevra era figlio del Conte di Ginevra, Amedeo I e della sua prima moglie, Matilde di Cuiseaux († prima del 1142), che, come viene confermato dal caput LII della Bibliotheca sebusiana, che secondo il Armorial et nobiliaire de l'ancien duché de Savoie. Volume 3 era figlia del signore di Cuiseaux, Ponzio I.

## Biografia
Nel 1179, Umberto viene citato per la prima volta in un documento, inerente alla fondazione del monastero di Pommiers, fatta da suo padre, Guglielmo, citato col titolo di conte di Ginevra (Willelmus per misericordiam Dei Gebennensis comes) nel documento nº 36 delle Preuves de Mémoires pour l'histoire ecclésiastiques des diocèses de Genève, Tarantaise, Aoste et Maurienne, et du décanat de Savoyeassieme a Umberto (Humbertus filius meus), alla matrigna, Beatrice e al fratellastro, Aimone, di cinque anni (B. quoque uxor mea et filius meus Aymo quinquennis); la donazione viene confermata anche dal documento n° REG 0/0/1/415 degli Archives de l'Abbaye de Saint-Maurice, che riporta anche che Guglielmo aveva sconfitto tutti i suoi avversari.
Nel 1192, suo padre, Guglielmo (Wilermus Gebennensium et Valdensium comes), col consenso di Umberto (hanc donationem et confirmationem sic factam Humbertus filius meus) confermò le donazioni di suo padre, Amedeo I e suo nonno, Aimone I, come riporta il documento nº 38 del Peter der Zweite, Graf von Savoyen, Markgraf in Italien, Volume 4; questa donazione viene confermata anche dal documento n° REG 0/0/1/456 degli Archives de l'Abbaye de Saint-Maurice.
Nel 1195, suo padre, Guglielmo I controfirmò ancora il documento nº 2 del Cartulaires de la chartreuse d'Oujon et de l'abbaye de Hautcrêt; secondo il documento nº 460 del Regeste genevois, Guglielmo I morì il 25 luglio 1195 (VIII kal. Augusti obiit Willelmus comes Gebennensis); anche il documento n° REG 0/0/1/460 degli Archives de l'Abbaye de Saint-Maurice riporta la morte di Guglielmo I il 25 luglio e che gli succedette il figlio, Umberto, ed inoltre che fu tumulato nel convento di Santa Caterina ad Annecy.

Comunque nel documento nº 39 b del Cartulaires de la chartreuse d'Oujon et de l'abbaye de Hautcrêt, di poco successivo al precedente, Guglielmo I non viene più citato e il titolo di conte viene attribuito al suo successore, il primogenito, Umberto (Dominus Humbertus comes).
Nel 1220, secondo il documento n° XXII delle Memoires et documents, publies par la Societe d'Histoire, Volume 4, Umberto assieme al fratellastro, Guglielmo (Humbertus et Willelmus fratres et comites Gebenn.), garantirono il diritto di fortificare il monastero di Epesses, mentre secondo il documento n° REG 0/0/1/582 degli Archives de l'Abbaye de Saint-Maurice fu il solo Umberto a fare la concessione .

Questo è l'ultimo documento in cui Umberto viene citato, per cui si presume che sia l'anno della sua morte, e a Umberto succedette il fratello, Guglielmo, che già nel succitato documento compare col titolo di conte e nel documento nº 45 delle Mémoires pour l'histoire ecclésiastiques des diocèses de Genève, Tarantaise, Aoste et Maurienne, et du décanat de Savoye, datato 20 luglio 1220, compare come unico conte (Willelmus comes Gebennensis).

Guglielmo II aveva rivendicato la sua eredità, nonostante due nipoti fossero anch'essi in linea di successione e non avessero rinunciato ai loro diritti. I due nipoti estromessi si recarono in Inghilterra, presso la corte di Enrico III, la cui moglie Eleonora di Provenza era una loro parente. Uno di questi, Ebles o Ebal nel suo lascito testamentario datato 1259 cedette al cugino Pietro II di Savoia, tutti i suoi diritti sulla contea di Ginevra, nominandolo inoltre suo erede. Tale disposizione è all'origine del conflitto che avrebbe opposto il conte Guglielmo a Pietro di Savoia.

## Matrimonio e discendenza
Non si conoscono né il nome né gli ascendenti della moglie Umberto, ma secondo alcuni storici era discendente della famiglia Grandson, in quanto al secondo figlio fu dato il nome Ebles (nome in uso in quella famiglia in quegli anni).

Umberto dalla moglie ebbe tre figli:
- Pietro ( † 1249), arcidiacono di Langres, che sposò Matilde di Lacy, come riporta Matteo di Parigi, nel suo Matthaei Parisiensis, monachi Sancti Albani, Chronica, Volume 5[21];
- Ebles ( † dopo il 1259), come confermano i documenti n° XXVI e XXVII delle Memoires et documents, publies par la Societe d'Histoire et d'Arceologie, Volume 7 (Ebalus de Gebenn. filius Humberti quondam comitis Gebenn)[22];
- Alisia, che sposò Rodolfo di Faucigny[20].

## Ascendenza
|                        |                      |                                  | Genitori                |  |  | Nonni |  |  | Bisnonni            |  |  | Trisnonni             |  |
|                        |                      |                                  |                         |  |  |       |  |  | Aimone I di Ginevra |  |  | Geroldo II di Ginevra |  |
|                        |                      |                                  |                         |  |  |       |  |  | Aimone I di Ginevra |  |  | Geroldo II di Ginevra |  |
|                        |                      | Tetberga di Svevia               |                         |  |  |       |  |  | Aimone I di Ginevra |  |  |                       |  |
| Amedeo I di Ginevra    |                      |                                  |                         |  |  |       |  |  | Aimone I di Ginevra |  |  |                       |  |
|                        |                      | Ita di Faucigny ou Glâne         | …                       |  |  |       |  |  |                     |  |  |                       |  |
|                        |                      | Ita di Faucigny ou Glâne         | …                       |  |  |       |  |  |                     |  |  |                       |  |
|                        |                      | Ita di Faucigny ou Glâne         | …                       |  |  |       |  |  |                     |  |  |                       |  |
| Guglielmo I di Ginevra |                      | Ita di Faucigny ou Glâne         |                         |  |  |       |  |  |                     |  |  |                       |  |
|                        |                      | Ugo I di Cuiseaux e di Clairvaux | …                       |  |  |       |  |  |                     |  |  |                       |  |
|                        |                      | Ugo I di Cuiseaux e di Clairvaux | …                       |  |  |       |  |  |                     |  |  |                       |  |
|                        |                      | Ugo I di Cuiseaux e di Clairvaux | …                       |  |  |       |  |  |                     |  |  |                       |  |
| Matilde di Cuiseaux    |                      | Ugo I di Cuiseaux e di Clairvaux |                         |  |  |       |  |  |                     |  |  |                       |  |
|                        |                      | Adelina                          | …                       |  |  |       |  |  |                     |  |  |                       |  |
|                        |                      | Adelina                          | …                       |  |  |       |  |  |                     |  |  |                       |  |
|                        |                      | Adelina                          | …                       |  |  |       |  |  |                     |  |  |                       |  |
| Umberto di Ginevra     |                      | Adelina                          |                         |  |  |       |  |  |                     |  |  |                       |  |
|                        | Umberto II di Savoia | Amedeo II di Savoia              |                         |  |  |       |  |  |                     |  |  |                       |  |
|                        | Umberto II di Savoia | Amedeo II di Savoia              |                         |  |  |       |  |  |                     |  |  |                       |  |
|                        | Umberto II di Savoia | Giovanna di Ginevra              |                         |  |  |       |  |  |                     |  |  |                       |  |
| Amedeo III di Savoia   | Umberto II di Savoia |                                  |                         |  |  |       |  |  |                     |  |  |                       |  |
|                        |                      | Gisella di Borgogna              | Guglielmo I di Borgogna |  |  |       |  |  |                     |  |  |                       |  |
|                        |                      | Gisella di Borgogna              | Guglielmo I di Borgogna |  |  |       |  |  |                     |  |  |                       |  |
|                        |                      | Gisella di Borgogna              | Stefania di Borgogna    |  |  |       |  |  |                     |  |  |                       |  |
| Agnese di Savoia       |                      | Gisella di Borgogna              |                         |  |  |       |  |  |                     |  |  |                       |  |
|                        |                      | Ghigo III d'Albon                | Ghigo II d'Albon        |  |  |       |  |  |                     |  |  |                       |  |
|                        |                      | Ghigo III d'Albon                | Ghigo II d'Albon        |  |  |       |  |  |                     |  |  |                       |  |
|                        |                      | Ghigo III d'Albon                | Petronilla di Royans    |  |  |       |  |  |                     |  |  |                       |  |
| Mahaut d'Albon         |                      | Ghigo III d'Albon                |                         |  |  |       |  |  |                     |  |  |                       |  |
|                        |                      | Matilde di Hauteville            | Ruggero I di Sicilia    |  |  |       |  |  |                     |  |  |                       |  |
|                        |                      | Matilde di Hauteville            | Ruggero I di Sicilia    |  |  |       |  |  |                     |  |  |                       |  |
|                        |                      | Matilde di Hauteville            | Eremburga di Mortain    |  |  |       |  |  |                     |  |  |                       |  |
|                        |                      | Matilde di Hauteville            |                         |  |  |       |  |  |                     |  |  |                       |  |

### Fonti primarie
- (LA)  Memoires et documents, publies par la Societe d'Histoire, Volume 4.
- (LA)  (FR)  Regeste genevois.
- (LA)  (FR)  Archives historiques de l'Abbaye de Saint-Maurice.
- (LA)  Peter der Zweite, Graf von Savoyen, Markgraf in Italien, Volume 4.
- (LA)  Mémoires pour l'histoire ecclésiastiques des diocèses de Genève, Tarantaise, Aoste et Maurienne, et du décanat de Savoye.
- (LA)  Regesta comitum Sabaudiae.
- (LA)  Cartulaires de la chartreuse d'Oujon et de l'abbaye de Hautcrêt.
- (LA)  Memoires et documents, publies par la Societe d'Histoire et d'Arceologie, Volume 7.
- (LA)  Matthaei Parisiensis, monachi Sancti Albani, Chronica, Volume 5.
- (LA, FR)  Regeste dauphinois, ou Répertoire chronologique et analytique des documents, tome I, fascicolo II.
- (LA)  Bibliotheca sebusiana.

### Letteratura storiografica
- (FR)  Histoire généalogique de la royale maison de Savoie.
- (FR)  Histoire généalogique de la royale maison de Savoie, volume 3.
- (FR)  Le Grand dictionnaire historique, Volume 5.
- (FR)  Armorial et nobiliaire de l'ancien duché de Savoie. Volume 3.
- (EN)  The early history of the house of Savoy (1000-1233)